# 344 Dywizja Piechoty (III Rzesza)
344 Dywizja Piechoty (niem. 344. Infanterie-Division) – niemiecka dywizja z czasów II wojny światowej.
Sformowana w rejonie Mutzig na mocy rozkazu z 25 listopada 1942 roku, poza falą mobilizacyjną przez V Okręg Wojskowy. Została rozbita przez aliantów w czasie walk w Normandii. Ponownie utworzona w Aachen i rozlokowana w rejonie Krakowa. W czasie ofensywy rozpoczętej 12 stycznia 1945 roku przez Armię Czerwoną zajmowała pozycje na linii Stellung a2. Według źródeł radzieckich po walkach wycofała się na linię Hebdów-Nowe Brzesko a następnie na południe.

## Struktura organizacyjna
- Struktura organizacyjna we wrześniu 1942 roku:

854. i 855. forteczny pułk piechoty, 344. pułk artylerii, 344. batalion pionierów, 344. oddział łączności;
- Struktura organizacyjna w styczniu 1944 roku:

854. i 855. forteczny pułk grenadierów, 344. pułk artylerii, 344. batalion pionierów, 344. batalion fizylierów, 344. oddział przeciwpancerny, 344. oddział łączności, 344. polowy batalion zapasowy;
- Struktura organizacyjna w listopadzie 1944 roku:

Sztab 832., 1057. i 1058 pułk grenadierów, 344. pułk artylerii, 344. batalion pionierów, 344. oddział przeciwpancerny, 344. oddział łączności, 344. polowy batalion zapasowy;
- Struktura organizacyjna w styczniu 1945 roku:

857., 1057. i 1058 pułk grenadierów, 344. pułk artylerii, 344. batalion pionierów, 344. oddział przeciwpancerny, 344. oddział łączności, 344. polowy batalion zapasowy.

## Dowódcy dywizji
- gen. por. Eugen Felix Schwalbe(inne języki) 27 IX 1942 – 30 IX 1944;
- gen. mjr Erich Walther(inne języki) 30 IX 1944
- gen. mjr Rudolf Goltzsch 30 IX 1944 – 16 X 1944;
- gen. mjr Georg Koßmala 16 X 1944 – 28 II 1945;
- gen. mjr Rolf Scherenberg 28 II 1945 – 2 III 1945;
- gen. por. Erwin Jolasse 2 III 1945 – 8 V 1945.